# Estación de Villanueva de la Serena
Villanueva de la Serena es una estación de ferrocarril situada en el municipio español de Villanueva de la Serena en la provincia de Badajoz, comunidad autónoma de Extremadura. Dispone de servicios de Media Distancia operados por Renfe.

## Situación ferroviaria
La estación se encuentra situada en el punto kilométrico 394,1 de la línea de ferrocarril de ancho ibérico Ciudad Real-Badajoz, a 294,8 metros de altitud. El trazado se corresponde con el kilometraje histórico de la línea Madrid-Badajoz. El tramo es de via única y está sin electrificar.

## Historia
La estación fue inaugurada el 21 de agosto de 1865 con la apertura del tramo Magacela-Mérida de la línea que buscaba unir Ciudad Real con Badajoz. La Compañía de los Caminos de Hierro de Ciudad Real a Badajoz fue la impulsora de la línea y su gestora hasta el 8 de abril de 1880, fecha en la cual fue absorbida por MZA. En 1941, tras la nacionalización de los ferrocarriles de ancho ibérico, las infraestructuras pasaron a manos de la recién creada RENFE.
Durante la dictadura de Primo de Rivera se puso en marcha la construcción de la línea Talavera de la Reina-Villanueva de la Serena, que pretendía enlazar por ferrocarril el valle del Tajo con la comarca de La Serena. Estaba previsto que este ferrocarril enlazase con la línea Madrid-Badajoz a través de la estación de Villanueva de la Serena. Sin embargo, las obras del previsto ferrocarril nunca llegaron a completarse, por lo que no llegaría a entrar en servicio y finalmente acabaría siendo desechado.
Desde enero de 2005, tras la extinción de la antigua RENFE, Renfe Operadora explota la línea mientras que Adif es la titular de las instalaciones ferroviarias.

## La estación

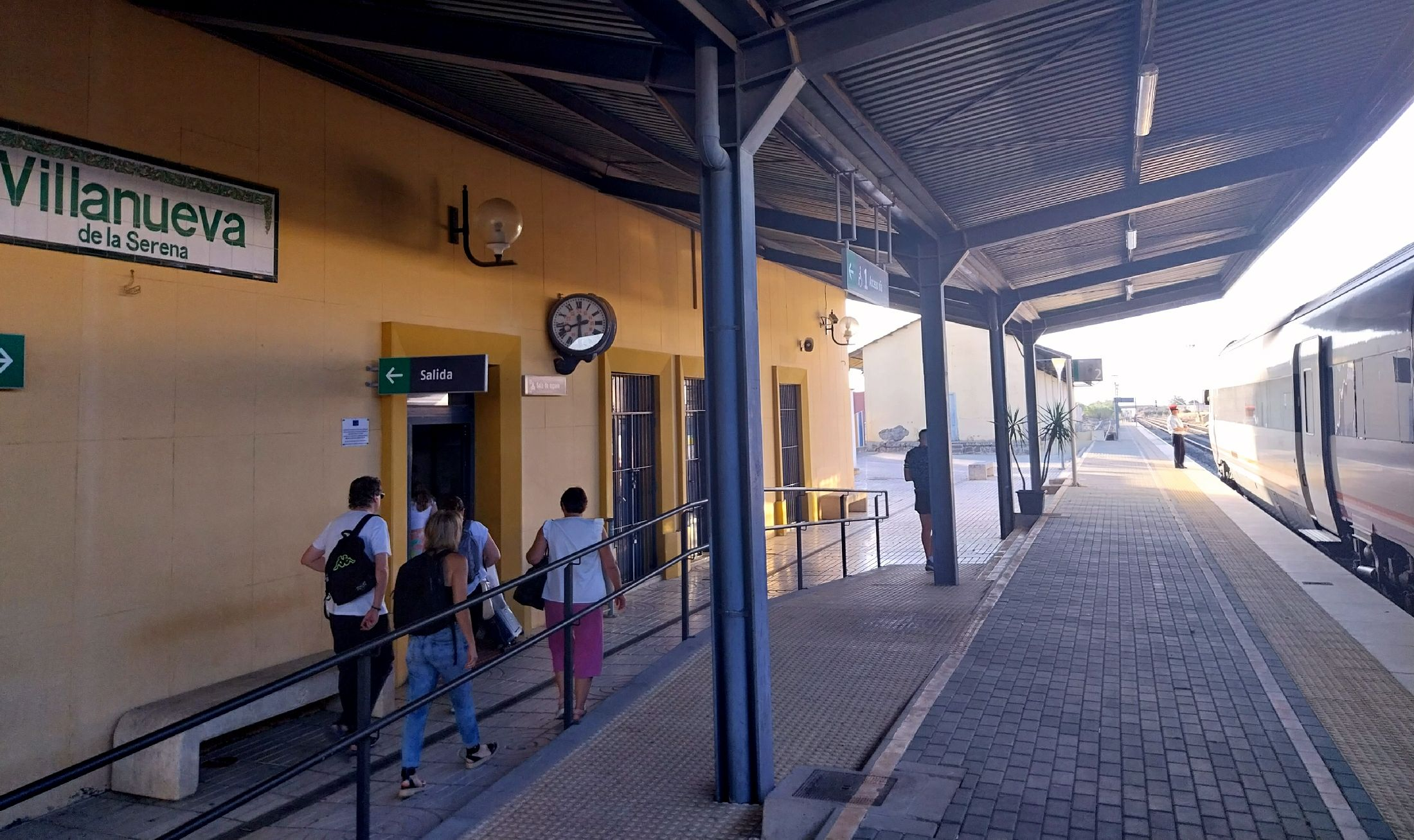
Aspecto de los andenes de la estación

El hecho de contar con personal y Bloqueo Telefónico (BT) hace posible el cruce de trenes, a pesar no de tener instalado el Bloqueo de Liberación Automático en vía Única (BLAU).
En 2022, el Gobierno autorizó la supresión del bloqueo telefónico entre esta estación y la de Brazatortas-Veredas.

## Servicios ferroviarios

### Media Distancia
Los trenes de Media Distancia operados por Renfe tienen como principales destinos las ciudades de Alcázar de San Juan, Ciudad Real, Puertollano, Mérida y Badajoz.
| Línea MD | Trenes          | Origen/Destino                              |  | Destino/Origen |
| -------- | --------------- | ------------------------------------------- |  | -------------- |
|          | Regional Exprés | Puertollano                                 |  | Mérida Badajoz |
|          | Regional Exprés | Cabeza del Buey                             |  | Mérida Badajoz |
|          | MD              | Alcázar de San Juan Ciudad Real Puertollano |  | Mérida Badajoz |